# Emil Pavel Lupaș
Emil Pavel Lupaș (* 3. Juli 1974 in Cluj-Napoca, Kreis Cluj) ist ein ehemaliger rumänischer Radrennfahrer.

## Werdegang
Lupaș begann mit dem Radfahren 1989 in seiner Heimatstadt bei CSM-CFR Cluj-Napoca. 1995 wechselte er für kurze Zeit nach Ungarn zu Schwin-Cepel Budapest, kehrte jedoch im selben Jahr nach Cluj-Napoca zu Ardaf zurück. Mit seinem Wechsel im Jahr 1998 zu Dinamo Bukarest schaffte er die Grundlage für seine größten sportlichen Erfolge. Ende 2003 beendete er zunächst seine Karriere und kehrte nach Cluj-Napoca zurück, wo er ein halbes Jahr als Polizist arbeitete. Ab 2004 war er erneut als Fahrer und Trainer bei Dinamo Bukarest aktiv, wo er sich jedoch mit Trainer Mircea Romașcanu überwarf. Im April 2005 wurde sein Vertrag bei Dinamo daraufhin aufgelöst. Lupaș ist 1,84 m groß und wiegt 74 kg.

## Erfolge
Lupaș wurde im Jahr 2000 rumänischer Straßenradmeister im Straßenrennen (wie schon 1998) und im Einzelzeitfahren. Im nächsten Jahr konnte er seinen Titel im Einzelzeitfahren verteidigen und im Straßenrennen belegte er den dritten Platz hinter Marian Munteanu. Im Laufe seiner Karriere gewann er insgesamt 53 nationale Meistertitel in verschiedenen Altersklassen und Disziplinen (Straße, Bahn, Cyclocross, Mountainbike).
Bei der Rumänien-Rundfahrt wurde Lupaș 2001 Zweiter in der Gesamtwertung hinter Leonid Tymtschenko. 2003 wurde er dort erneut Gesamtzweiter hinter dem Niederländer Jelle van Groezen. Insgesamt nahm er zwölf Mal bis 2005 an der Rumänien-Rundfahrt teil.
Sein größter internationaler Erfolg war der Gewinn des Balkanmeistertitels in Griechenland 2002. Seit 2000 ist er Meister des Sports.